# Nadler Herbert
Nadler Herbert (Budapest, 1883. május 13. – Budapest, 1951. június 7.) magyar vadászati szakíró, állatkerti igazgató, fényképész, vadász, zoológus.

## Élete
Apja, Nadler János gyógyszer-nagykereskedő volt, anyja Nuelleus Alice Sybilla. Az érettségi vizsga letétele után a Magyar Királyi Képzőművészeti Főiskolára iratkozott be, ahol két évig festeni tanult.[forrás?] 1905-ben gróf Batthyány Ervin szolgálatába állt, előbb mint a gróf személyi titkára, majd a Vas vármegyei Bögötén a grófi birtok számtartója. Részt vett a gróf szabadelvű iskolájának alapításában és a körülötte folyó sajtóvitákban. 1916-ban a birtok feloszlásakor végkielégítést kapott. 
1908. április 1-jén Budapesten, a II. kerületben házasságot kötött Biel Reginával, Biel Katalin lányával, akitől 1929-ben elvált. 1929-től a budapesti Állatkert igazgatója volt. 1937-ben részt vett a berlini Nemzetközi Vadászati Kiállításon. Minden évben megrendezte a Nemzeti Vadászati Védegylet trófeakiállítását. Nevét az agancsbírálatokhoz rendszeresített, általa kidolgozott trófeabírálati képlet tette nemzetközileg ismertté (Nadler-pontok). A második világháború után részt vett az Állatkert újjáépítésében. 1948-ban ment nyugdíjba.
Nadler vadászatairól naplót vezetett, részben német, részben magyar nyelven. Ezeket a Magyar Mezőgazdasági Múzeum őrzi. Több önálló munkája jelent meg. 1942-ben mezőgazdasági főtanácsosi címmel tüntették ki. 
Halála után az Állatkert sétányában felavatták szobrát (1989). Több vadásztársaság viseli nevét.

## Irodalmi műveiből

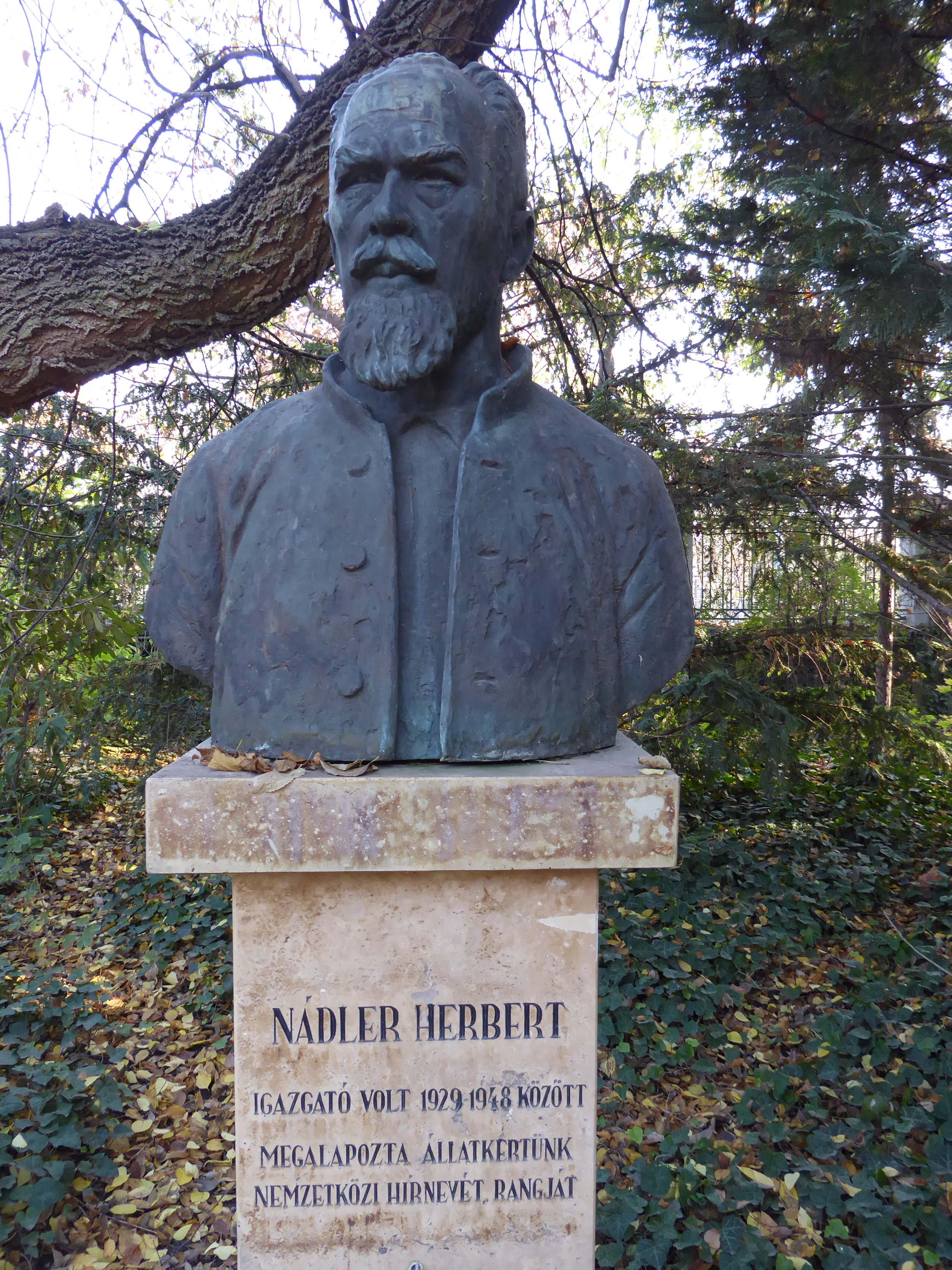
Nadler Herbert szobra a budapesti Állatkertben

- Cserkészeten és lesen Nagymagyarországon (1926)
- Állatkerti séták; Szfv. Háziny., Bp., 1935
- Vadásznapok, vadászévek. Elbeszélések és naplójegyzetek; Vajna, Bp., 1937
- A Keleti és Déli Kárpátokban. Vadásznapló (1943)
- Cserkészeten és lesen Nagymagyarországon. Vadászati elbeszélések eredeti fényképfelvételekkel; utószó Homonnai Zsombor; Népszava, Bp., 1990
- Őzbakok innen-onnan; vál., szerk. utószó Horváth József; Lazi, Szeged, 2019

Egyes munkái külföldön is megjelentek.